# Collège Saint-Pierre (Jette)
Pour les articles homonymes, voir Collège Saint-Pierre.
 (mai 2016).
Si vous disposez d'ouvrages ou d'articles de référence ou si vous connaissez des sites web de qualité traitant du thème abordé ici, merci de compléter l'article en donnant les références utiles à sa vérifiabilité et en les liant à la section « Notes et références ».
Le Collège Saint-Pierre est un établissement scolaire de Jette 
dans la région de Bruxelles-Capitale. Se situant au nord de Bruxelles, il subit une forte pression démographique. Chaque année, depuis le décret inscription, il reçoit plusieurs centaines d'inscriptions sur sa liste d'attente.

## Historique
Le collège a été fondé dans le quartier populaire de Jette, en 1902, sous le nom d'Institut Saint-Pierre. Les bâtiments consistaient alors en une maison particulière sise chaussée de Wemmel.
Le bâtiment fut transféré par la suite dans un complexe plus important localisé dans une rue qui allait devenir la rue Léon Théodor.
Dans un premier temps, le cursus s'arrêtait aux humanités inférieures et la majeure partie des élèves continuait ensuite ses humanités supérieures à l'Institut Saint-Louis.
L'évêché autorisa par la suite la création d'humanités classiques complètes, ainsi la première rhétorique fut créée en 1920, suivie en 1928 par la création d'humanités complètes.
L'école comptait 550 élèves en 1930.
En 1951, pour satisfaire à une population locale principalement néerlandophone, le collège fut dédoublé.
Il fut donc créé le Sint-Pieterscollege qui bénéficia des infrastructures existantes tandis que la partie francophone déménagea dans de nouveaux bâtiments sis boulevard de Smet de Nayer.
Il compte plus de 1300 élèves depuis 2011.
L'école a également fait parler d'elle avec la révolte des shorts qui a eu lieu en 2012 ,,.

## Infrastructures
Le Collège possède 4 bâtiments de classes :
- Le bloc A : le bâtiment le plus récent, situé sur la Rue Verbeyst (qui comprend également les bureaux de la direction et l'administration)
- Le bloc B : la partie plus petite du vieux bâtiment
- Le bloc C : la partie plus grande du vieux bâtiment
- Le bloc D : le plus petit bâtiment du collège, en face du bloc C
- Le bloc E : les salles de gymnastiques

Le Collège possède également une très grande cour de récréation qui relie tous les bâtiments, ainsi qu'une piscine couverte, qui est ouverte au public le dimanche.
L'entrée du Collège est caractérisée par une grande arche, qui est notamment devenue le symbole de l'école.
Le Collège est situé juste à côté du Sint-Pieterscollege (Jette). Ces deux établissements scolaires partagent la piscine et le réfectoire.

## Ancien professeur célèbre
- Charles Moeller
- Vincent Dujardin

## Étudiants célèbres
- Mathieu De Jonge
- Jonathan Borlée
- Kévin Borlée